# Лептаниллины

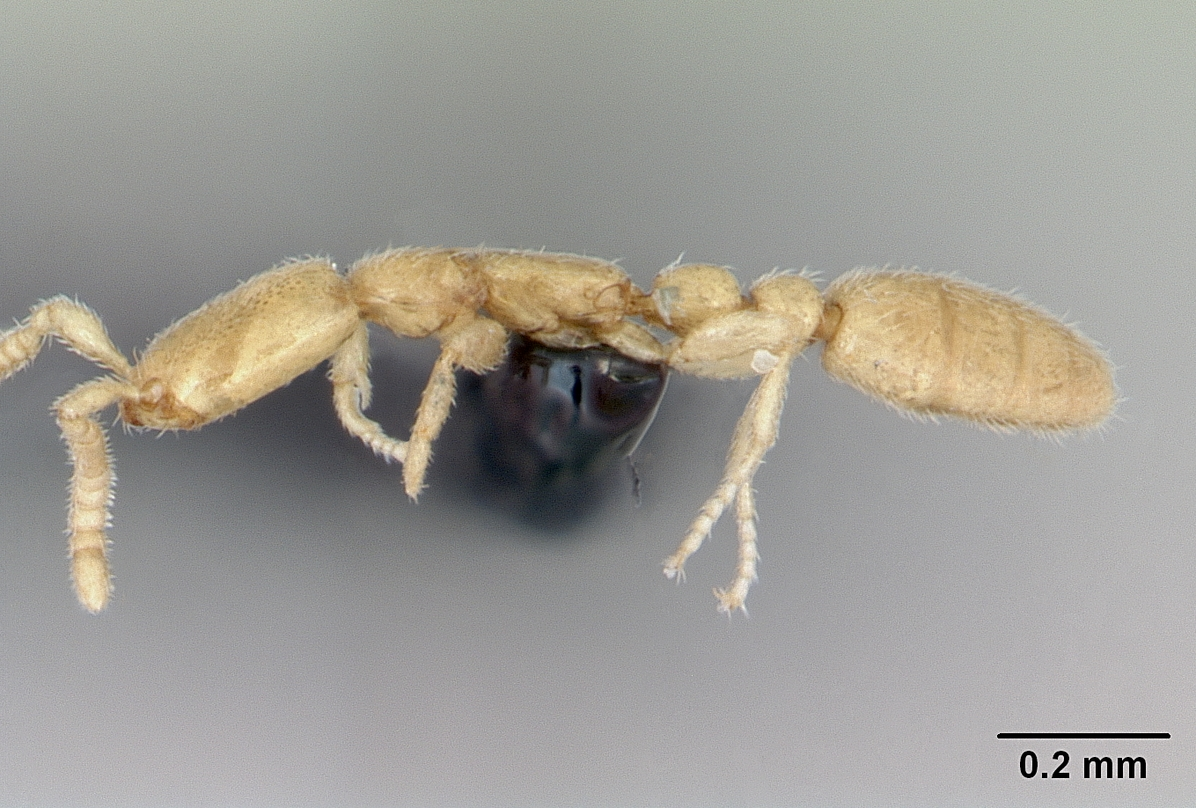
Рабочий муравей Leptanilla revelierii

Лептани́ллины (лат. Leptanillinae) — подсемейство мелких муравьёв (Formicidae), содержащее около 50 видов. По молекулярным данным является сестринским ко всем остальным муравьям.

## Распространение
Африка, Азия и Европа.

## Описание
Мелкие муравьи длиной, как правило, 1—2 мм (некоторые до 4 мм). Рабочие особи слепые (сложных глаз нет), жёлто-коричневые. Усики 12-члениковые, усиковые валики отсутствуют, место прикрепления антенн открытое.

## Систематика и филогения
Около 50 современных видов из 8 родов. Первоначально (с 1910 года) их рассматривали в качестве трибы кочевых муравьёв Dorylinae. В дальнейшем с 1923 года их стали выделять в отдельное подсемейство, впервые выделенное Уильямом Уилером. Группу Leptanillinae вместе с Apomyrminae рассматривают или как подсемейство в составе группы Leptanillomorph (Bolton, 2003), или как подсемейство incertae sedis в составе Formicidae (Ward, 2007: 555).
Для лептаниллин характерна Лептаниллоидная кранио-мандибулярная система (с мандибулами с несколькими крупными зубцами для удерживания и умерщвления живой добычи), которая является исходной для таких подсемейств как Ponerinae, Dorylinae, Leptanillinae, а возможно и Myrmicinae. В 2016 году сюда был включён род Opamyrma Yamane, Bui & Eguchi, 2008.
- Триба Anomalomyrmini  Taylor, 1990
  - Anomalomyrma Taylor, 1990
  - Protanilla Taylor, 1990
    - = Furcotanilla Xu, Z., 2012[8].
      - Protanilla furcomandibula (=Furcotanilla furcomandibula)[9]
- Триба Leptanillini  Emery, 1910
  - Leptanilla Emery, 1870
    - L. besucheti, L. butteli, L. hunanensis, L. kebunraya, L. kunmingensis, L. morimotoi, …
    - = Phaulomyrma G.C. Wheeler & E.W. Wheeler, 1930 (синонимизация по[10])

  - Yavnella Kugler, 1987
    - Yavnella argamani, Yavnella indica, Yavnella laventa

  - Noonilla  Petersen, 1968
    - Noonilla copiosa  Petersen, 1968 (известны только по самцам)

  - Scyphodon  Brues, 1925
    - Scyphodon anomalum  Brues, 1925 (известны только по самцам)

В 2024 году проведена ревизия подсемейства с оставлением 2 триб (Leptanillini, включающей Anomalomyrmini, и новой трибы Opamyrmini Boudinot & Griebenow, tribe nov.) и 3 родов и установлена синонимия родовых таксонов: Opamyrma, Leptanilla (= Scyphodon syn. nov., Phaulomyrma, Leptomesites, Noonilla syn. nov., Yavnella syn. nov.) и Protanilla (= Anomalomyrma syn. nov., Furcotanilla).